# Emmanuele Antonio Cicogna
Emmanuele Antonio Cicogna (Venecia, 17 de enero de 1789; ib., 22 de febrero de 1868) dedicó su vida a una colección de libros, los cuales legó a la ciudad de Venecia en su testamento, y a extensas ediciones originales, especialmente las inscripciones de Venecia y su laguna. Además de su trabajo principal como secretario de la corte, publicó más de doscientos tratados, transcripciones, traducciones, bibliografías y novelas cortas históricas, biográficas, así como de historia del arte. Nunca se vio a sí mismo como un historiador, pero quiso reunir las informaciones necesarias para este trabajo.

## Biografía
Cicogna provenía de una familia cretense que había huido a Venecia desde Candia, la actual Heraclión, durante la guerra de Candía. Pertenecía a la parte alta de familias de clase media, los llamados cittadini coraziani.  En 1736 la familia logró ascender a la nobleza veneciana. Emanuele Cicogna (1710–1805) fue el abuelo de Emmanuele Antonio, cuyos padres fueron Giovanni Antonio (Giannantonio) (1760–1844) y la veneciana Elisabetta Bortolucci († 1794).  El abuelo pertenecía al ejército veneciano, el padre a la administración. Trabajó como amministratore dei beni retrodatati en San Vito al Tagliamento, después de haber sido empleado por la República de Venecia como notaio sopra i Dazii. Dos años después de la muerte de su primera esposa Isabel, el padre se casó con Anna Colpo en 1796, quien le dio siete hijos más. 
Emmanuele Antonio Cicogna nació en la comunidad alrededor de la iglesia de Tolentini en el sestiere de Santa Croce.  De niño recibió su primera educación del sacerdote veneciano Andrea Basson y en el colegio del abad Antonio Venier (probablemente la Orden de Clérigos Regulares ); luego estudió en el Collegio dei Nobili de Udine, regentado por padres Barnabitas, donde se centró en la gramática, la retórica y la filosofía (1799 a 1807). De 1807 a 1808 estuvo en Spilimbergo. A petición de su padre, tras regresar a Venecia en marzo de 1808, emprendió la carrera de abogado. A partir de 1811 trabajó como secretario en la Procura regia de Udine, pero regresó en enero de 1813 y comenzó a trabajar en el Tribunal de apelación, donde ascendió al cargo de secretario. Se le negó un mayor avance porque no pudo demostrar que había completado sus estudios de derecho.
Se mantuvo en gran medida  alejado de los trastornos intelectuales de su época porque consideraba que tomar partido era francamente impactante. Como señaló en 1814, sirvió al señor que le daba de comer. Consideraba hermosas y honorables las ideas de los carbonarios, pero muy alejadas de la realidad, aceptó la unificación italiana sin mucha implicación. Sin embargo, en algunas ocasiones tuvo conflictos con la censura austriaca, posiblemente en relación con una publicación que él mismo consideraba importante: los expedientes y la historia del tribunal de apelación. 

### Matrimonio con Carlotta Colpo (1847–1849)
El 19 de enero de 1847 se casó con Carlotta Colpo, hija de Pietro Colpo y Elisabetta Veroli, nacida en 1807, que había vivido en la casa de Pietro Dolfin de 1817 a 1837. Probablemente era pariente de la segunda esposa de su padre. Cicogna volvió a estar estrechamente relacionado con las familias Colpo y Dolfin. Pidió la mano a su padre y a Carlotta Colpo. Los dos estaban casados, lo que aparentemente le dio a Cicogna mucho tiempo para sus estudios, contrariamente a sus temores. Sin embargo, su esposa murió repentinamente, el 21 de agosto de 1849, a causa del cólera que asolaba Venecia.  Cicogna hizo escribir en su lápida la inscripción: “A / Carlotta Colpo / ottima delle mogli / Emmanuele Antonio Cicogna / Marito desolato / Morì nell'agosto fatale / MDCCCXLIX”.  Por "agosto fatídico" Cicogna probablemente se refería no sólo al mes en el que perdió a su amada esposa, sino también al mes en el que la República de Venecia, independiente desde el 23 de marzo del año anterior, fue derrotada por el ejército austríaco. y vencido el cólera, hubo de rendirse. El dia 22 agosto, un día después de la muerte de Carlota, la República de San Marcos, que había resistido a fuerzas superiores durante casi un año y medio, se rindió. El 27 de agosto de 1849 las tropas austriacas ocuparon la ciudad.
Tras la muerte de Carlota, el coleccionismo se convirtió en el objetivo de la vida del viudo, y adquirió manuscritos griegos, latinos, venecianos e italianos y miles de libros, aunque disponía de medios modestos. Estuvo principalmente en contacto con los libreros más importantes de la ciudad, especialmente con Adolfo Cesare y Gaetano Canciani. Tras el fin de la República, toda una serie de coleccionistas intentaron contrarrestar la dispersión de bibliotecas enteras de familias nobles y conventos empobrecidos. Sin embargo, en esta actividad coleccionista no quería escribir él mismo una historia de Venecia, sino poner el material necesario a disposición de personas más capaces.

### Primeras publicaciones (desde 1808)
En 1808 apareció su primera pequeña publicación bajo el seudónimo de Angelo Eugenio Mentice Mantovano, titulada Un Prete di San Martino.  Se inspiró en el estilo de Boccaccio y tuvo una edición de 24 ejemplares, de los que sólo se conserva uno. Otra obra de este tipo apareció en 1810.  Ya en 1813 se convirtió en socio del Ateneo Veneto di Scienze, Lettere ed Art, dirigido por Leopoldo Cicognara († 1834).
En 1811 publicó una disertación histórico-crítica sobre el descubrimiento de las reliquias de Marcos el Evangelista. Inmediatamente después del fin del dominio napoleónico, se ocupó de una estatua de Napoleón que había sido erigida en Venecia en 1811 y que había sido retirada en 1814. En 1817 publicó una guía de las salas superiores del Palacio Ducal de Venecia.  En 1822 escribió un obituario sobre Ruggero Mondini, un erudito veneciano, y ese mismo año se ocupó de las mentes destacadas de la familia Pasqualigo. 

### Escritos históricos (de 1823), ediciones de inscripciones (1824-1853)

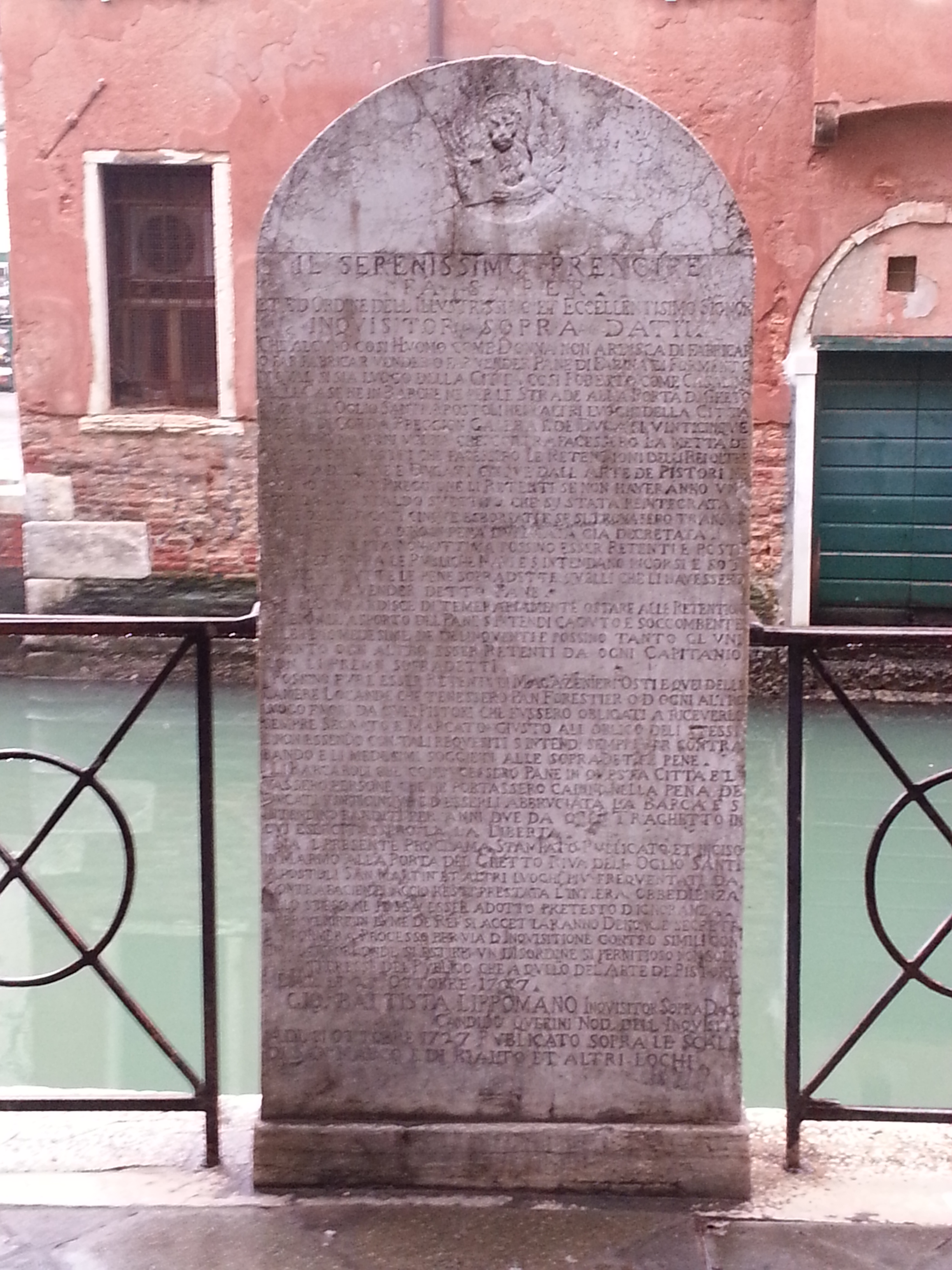
Una de las inscripciones transcritas por Cicogna en el área urbana, la Estela del pan bajo el Sotoportego Falier en el Rio Santi Apostoli, no lejos del Puente de Rialto en el Palazzo Falier ; data de 1727

Cicogna se interesó cada vez más por la historia de Venecia y comenzó a publicar ejes cronológicos,  y luego a transcribir las inscripciones de toda la ciudad. Esto dio como resultado los seis volúmenes Inscrizioni veneziane, una obra que lo ocupó durante tres décadas. No sólo transmitió numerosas inscripciones, muchas de las cuales ya no existen, sino que también intentó identificar a las personas nombradas en ellas y proporcionar breves notas biográficas.
También continuó siendo coleccionista a tal punto que en 1831 tuvo que abandonar su residencia con el noble Pietro Dolfin y trasladar su colección a la calle Trevisan del municipio de Santa María Formosa. En 1842 adquirió un manuscrito de 350 páginas de autor desconocido, que fue escrito entre 1518 y 1520 en Roma y 1521 en Venecia. Pero también lo interpretó como un manuscrito de Marcantonio Michiel, al que Cicogna llamó “diario”. Otras atribuciones de obras anónimas a autores específicos también se remontan a Cicogna, como los Annali delle cose della Repubblica di Venezia 1578-1588 a Alvise Michiel. 
En 1847 publicó una reseña bibliográfica de Venecia, que abarcaba todo el territorio de la República de Venecia. Contiene 5.861 títulos en 943 páginas, así como notas sobre casi todos los títulos. También escribió novelas cortas, en 1828 una breve biografía de Bianca Cappello, la esposa de Francisco I de Médici, y el mismo año un tratado sobre el traslado de los restos de Paolo Sarpi a Murano.  En 1830 escribió una obituario sobre Teodoro Correr, cuya actitud ante el coleccionismo y cuya generosidad le influyeron mucho.
En 1830 Cicogna se ocupó de Dante.  Además de sus obituarios y biografías, hubo contribuciones a las iglesias venecianas y su decoración interior, así como a monumentos individuales como el Gobbo.  También incursionó en la prosa latina, pero fue un tema del cual no se ocupó posteriormente. Escribió también sobre familias asociadas a Venecia, como los Spaur, Marcello  o Foscolo. 
En 1845 y 1846 Cicogna trabajó en las regatas venecianas, para las que utilizó fuentes inéditas del siglo XIV hasta 1844,  así como con la Scuole veneciana, como San Giovanni Evangelista en Ravena.  Las escuelas venecianas eran gremios, pero también hermandades laicas que se dedicaban a tareas caritativas y espirituales. Entre ellas se destacaron las seis Scuole grandi, que incluían la Scuola Grande di San Giovanni Evangelista, sobre cuyos orígenes Cicogna escribió lo que él llama “notas breves”.
Como coleccionista de ediciones del Decamerón de Boccaccio, de las que ahora poseía unas 250, publicó una pequeña bibliografía de 17 páginas en 1856.  En 1853 publicó una concisa obra económica de Giammaria Ortes (1713-1790).  En 1860 se añadieron biografías de algunos dux,  así como comentarios eruditos sobre la obra del cronista Martino da Canale de mediados del siglo XIII.
En total publicó más de 110 artículos históricos, además de obras poéticas y traducciones del latín. Cinco años antes de la muerte de Cicogna, Giovanni Paoletti enumeró 215 de sus obras, admitiendo que la lista aún no estaba completa.

### Otros proyectos
Cicogna puso a disposición desinteresadamente su vasto conocimiento. Cuando se publicaron los relazioni (informes) de los enviados venecianos, apoyó especialmente a los editores Tommaso Gar y Vincenzo Lazari con su conocimiento detallado; como en el Archivio Storico Italiano la edición de la crónica de Martino da Canale del siglo XIII. Century estaba preparado, aquí también ayudó. En otra parte contribuyó con los informes urgentes de la corte del rey Maximiliano I de 1496, que provenían del enviado Francesco Foscari, que fue enviado veneciano ante el rey romano desde mayo hasta la Navidad de 1496. Difícilmente hubo una publicación contemporánea sobre la historia de Venecia en la que Cicogna no brindara consejos y conocimientos. También apoyó a los científicos extranjeros haciendo accesibles sus conocimientos y colecciones, así como los contactos con otros investigadores. Las bodas o las celebraciones de cumpleaños eran a menudo para él una oportunidad para escribir un artículo sobre la persona en cuestión o su familia, o sobre su ciudad natal o lugar de origen. 

### Apoyos, honores, sociedades científicas

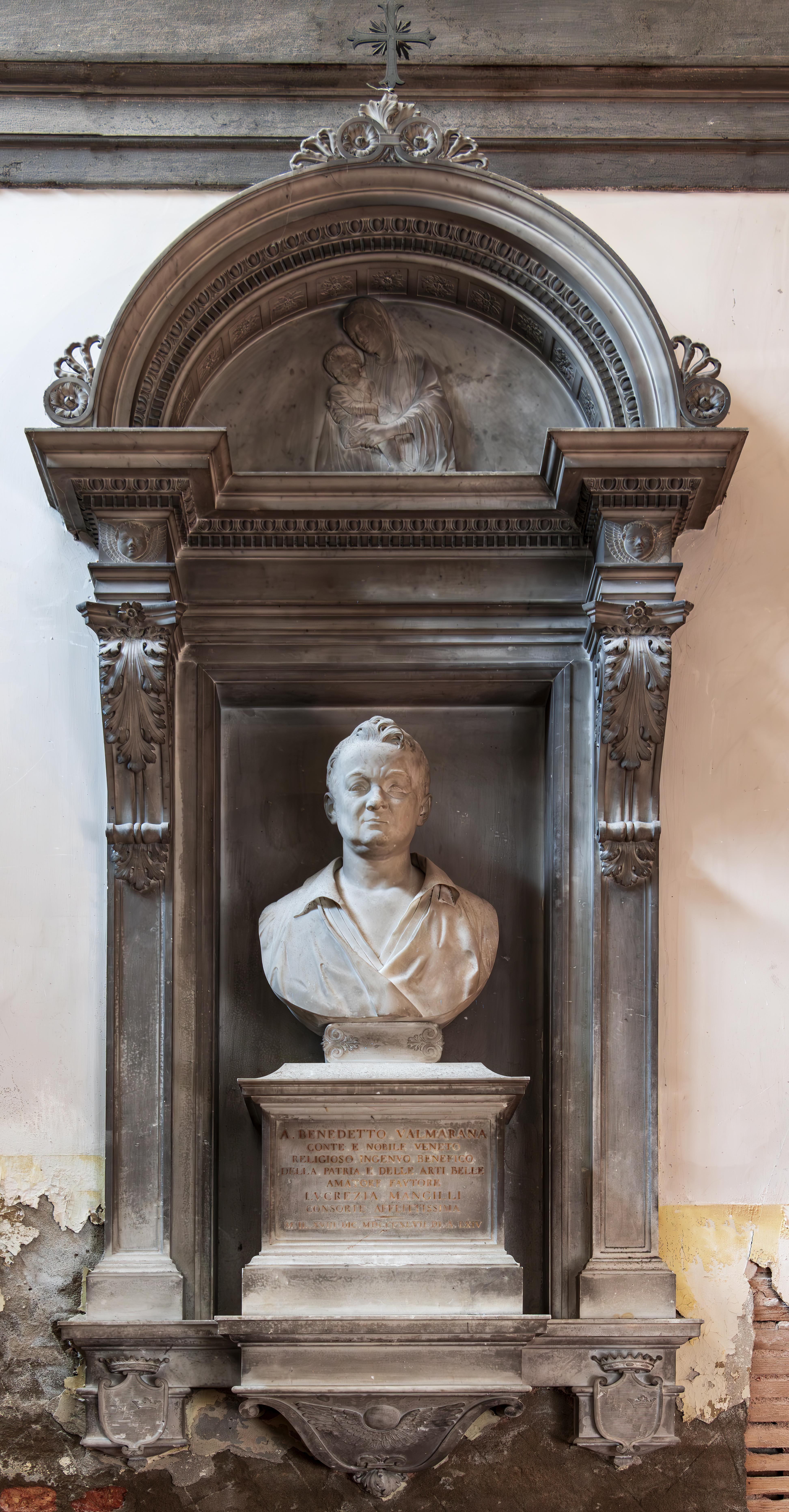
Tumba de Benedetto Valmarana en la iglesia de Santi Apostoli

Cicogna encontró pocos partidarios, sobre todo porque las autoridades austriacas eran bastante indiferentes a la historia veneciana. El conde Benedetto Valmarana, procedente de una familia de Vicenza, puso a su disposición su rica biblioteca. También apoyó con fondos su colección de inscripciones y su viuda le entregó un modesto legado que permitió la publicación de su bibliografía veneciana. 
Cicogna fue miembro de numerosas sociedades. Desde 1843 socio del Ateneo Veneto y desde 1840 Consigliere Straordinario de la Accademia di belle arti di Venezia, pasó a ser miembro de la Giunta del Panteon Veneto una década después. También perteneció al Concordi di Rovigo y a los Colombari di Firenze, pero también a la Accademia Agraria Aquileiese di Udine, la Accademia Aretina y el Ateneo Trivigiano. 
En 1846, Cicogna fue admitido en la Legión de Honor francesa por el rey Luis Felipe I, por lo que Antonio Diedo (1772-1847) fue uno de los primeros en felicitarlo; En 1858 recibió la Medalla de Oro al Mérito Civil, la Grande Medaglia d'Oro del Merito Civile, de manos del Emperador de Austria. También hubo premios rusos y prusianos; pero también algunos de Cerdeña y del Reino de Nápoles.  Desde 1848 fue miembro correspondiente de la Academia de Ciencias de Austria y del Istituto Veneto di Scienze, Lettere ed Arti y otras sociedades científicas. Pero en 1860 rechazó la gestión de los archivos estatales porque no quería asumir un cargo público como jefe o director.  Cicogna fue uno de los primeros en acceder al archivo en 1825.
El propio Cicogna registró cuidadosamente tales premios en una especie de diario, en el que también registró su trabajo diario en orden cronológico, siguiendo el ejemplo de los autores venecianos. Esto incluía investigaciones y artículos, discusiones y dedicatorias, incluso brindis que se le habían hecho. Abrió todo con un índice para que a la posteridad le resultara más fácil investigar sus acciones.  También tomó nota cuidadosamente de las visitas de científicos que querían investigar sus fondos. 

### Residencia, colección, testamento
Cicogna vivió de 1827 a 1865 en la calle lunga Trevisan del Campo Santa María Formosa  en una casa del siglo XV. Century, que perteneció a los Pisani y luego a los Bondumier, cuyo escudo se podía ver en el balcón.  Dedicó una edición a uno de los miembros de la familia Bondumier, que defendió Negroponte contra los otomanos en 1470.  En 1865 el siglo XV. Sin embargo, el edificio, que data del siglo XIX, fue reconstruido debido a su deterioro y Cicogna tuvo que trasladarse a la casa vecina n° 6217.  Su enorme colección pasó a formar parte del Museo Correr, que fue donado en 1830 por Teodoro Correr (1750-1830) y equipado con su igualmente extensa colección. También había cuadros, como los de Tintoretto o un retrato de Carlo Goldoni realizado por Luigi Boscolo. Cicogna podría haber vendido la valiosa colección, pero se negó. En su primer testamento de 1850 legó su colección a la Biblioteca Marciana. En 1852 fue jubilado.

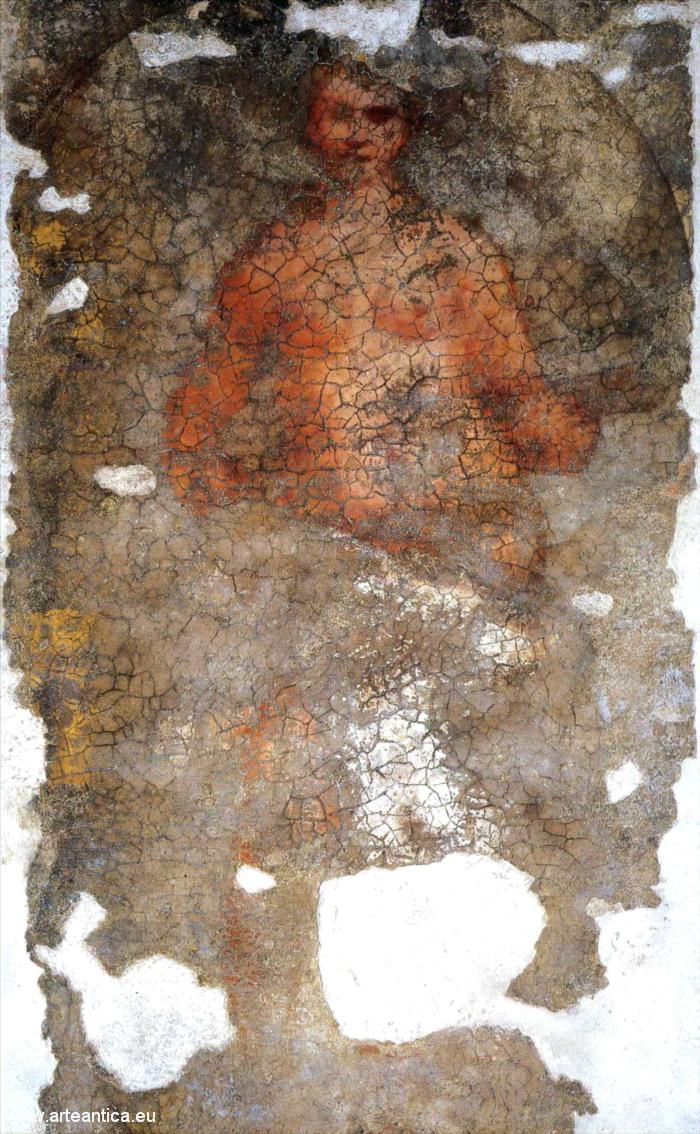
La Nuda de Giorgione, realizada hacia 1508, 250 × 140 cm, en la Accademia

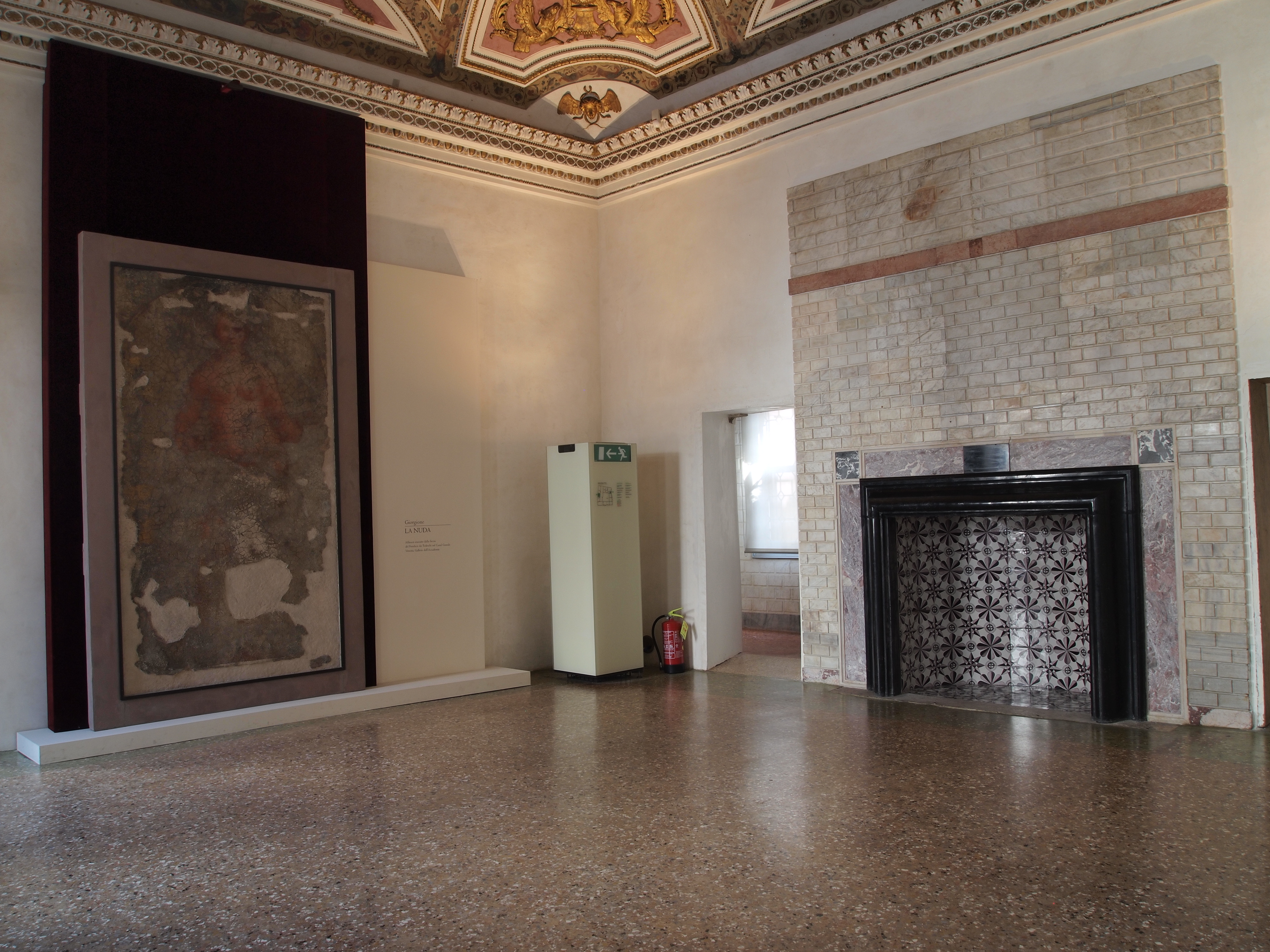
... 2014 en el Palacio Grimani

En 1859 recurrió al ingeniero Tommaso Meduna para evitar que la última pintura exterior que quedaba en el Fondaco dei Tedeschi fuera destruida durante el “blanqueo” del edificio, que se entendía como una restauración, bajo la dirección de Pietro Selvatico. Fue la Nuda de Giorgione la que se salvó de esta manera.
En 1865 legó sus aproximadamente 40.000 libros y alrededor de 5.000 manuscritos  a la ciudad, o más bien al Museo Correr, a cambio de una renta vitalicia para sus dos hermanas, yendo poco a poco traspasándose su colección, no sólo los libros. Murió sin sus libros el 22 de febrero de 1868.

## Primeros intentos bibliográficos, procesamiento del libro y colección de arte
Ignazio Neumann de Rizzi intentó obtener una primera visión general de la extensa obra de Cicogna ya en 1850 enumerando 104 obras escritas en las que al menos Cicogna participó.  En 1864, Giovanni Paoletti publicó otro intento bibliográfico que ya enumeraba 215 obras.  Unos años después de la muerte de Cicogna, apareció en el Archivio Veneto un Indice delle pubblicazioni di EA Cicogna de 18 páginas. 
Mientras que los libros que Cicogna había coleccionado a lo largo de su vida fueron examinados por Lara Spina,  los demás objetos de la colección, especialmente las obras de arte, apenas han sido vistos todavía. Esto se debe a que los grabados y monedas, pinturas y esculturas, y las piezas arqueológicas y de historia natural muchas veces terminaron en la colección por casualidad y por oportunidades favorables, por lo que no se creó ningún sistema.

## Centro de Estudios Medievales y Renacentistas «E. A. Cicogna»
En 2001, se fundó en Venecia el Centro di studi medievali e rinascimentali “Emmanuele Antonio Cicogna” (Centro de Estudios Medievales y Renacentistas “Emmanuele Antonio Cicogna”) en honor a Cicogna. Las iniciadoras fueron Angela Caracciolo Aricò († 2015), especialista en Renacimiento y humanismo, para el Reino de Aragón en los siglos XV y XVI. Century, pero también editor de fuentes como las obras de Marin Sanudo, así como del filólogo Gian Carlo Alessio, que ejerce como presidente del Centro. El centro de estudios colabora con la Universidad de Venecia, pero también con la de Rouen y con universidades americanas, como la Universidad de Maryland, en el condado de Baltimore, en proyectos de investigación y editoriales  así como en publicaciones digitales y en la creación de un Base de datos sobre las crónicas venecianas de la Universidad de Rutgers en el estado de Nueva Jersey, y de la Fundación Gladys Krieble Delmas y Jean Paul Delmas, una fundación en Nueva York. La instalación está ubicada en Marciana en la Plaza de San Marcos.

## Obras (selección)

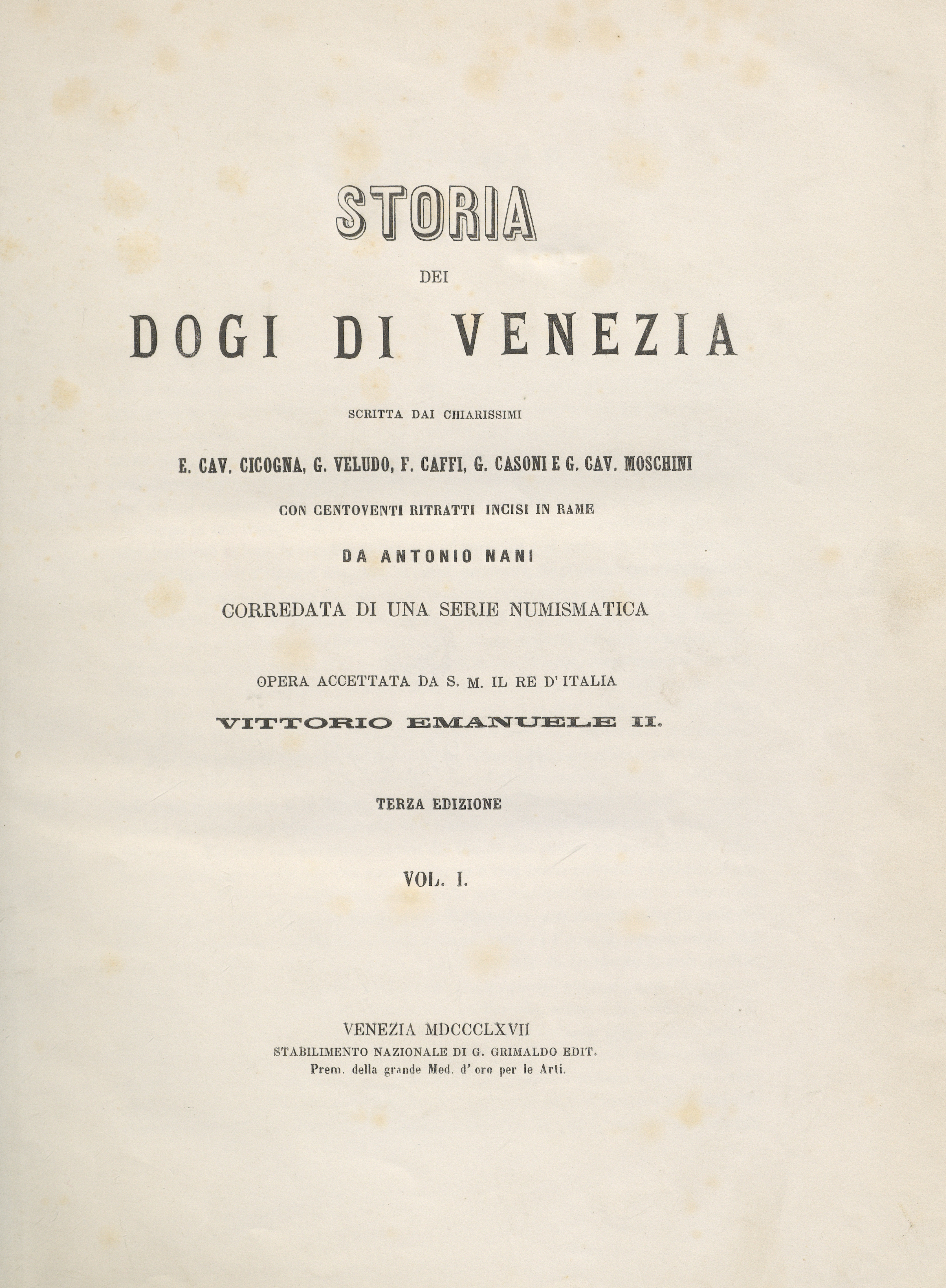
Portada de la Storia dei Dogi di Venezia, vol. 1, Venecia 1867

Véase Rinaldo Fulin: Indice delle pubblicazioni di Emmanuele Antonio Cicogna, en: Archivio Veneto 5, 1873, págs. 156-173 ( copia digital ).
- Sullo scoprimento del Corpo di San Marco Evangelista fatto nella Basílica Patriarcale di Venezia il giorno 7 maggio 1811, Giuseppe Molinari, Venecia 1811.
- Saggio di bibliografia veneziana, GB Merlo, Venecia 1847. (Copias digitalizadas: en archive.org, en el Centro de Digitalización de Múnich )
- Delle Inscrizioni Veneziane, vol. 1–6, Venecia 1824–1853, reimpresión Bolonia 1969–1983.
- Cenni biografici intorno Monseñor canonico Pietro Bettio bibliotecario della Marciana e cavaliere di terza classe dell' ordine della corona ferrea, Giuseppe Molinari, Venecia 1846. ( Copia digital en el Centro de Digitalización de Múnich)
- Illustri Muranesi richiamati alla memoria e offerti alla gentilissima signora Ludovica Bigaglia-Bertolini, Martinengo, Venecia 1858. ( copia digital )
- Intorno la vita e le opere di Marcantonio Michiel, patrizio Veneto della prima metà del secolo XVI, en: Memorie dell'Istituto Veneto di Scienze, Lettere ed Arti 9 (1860) 359–425.
- Cicogna Emmanuele, en: D. Diamilla Müller (ed.) : Biografía. Autographe ed inedite di illustri italiani di questo secolo, Turín 1853 (Nuova Biblioteca Popolare), págs. 101-104 (breves bocetos autobiográficos del 2 de diciembre de 1829, copia digital ).
- Corpus delle iscrizioni di Venezia e delle isole della laguna Veneta, ovvero riepilologo sia delle "Iscrizioni Edite" publicado entre gli anni 1824 y 1853 che di quelle "Inedite" conservado en manoscritto original presso la Biblioteca Correr di Venezia e dal 1867, anno della morte dell'insigne erudito, rimaste in attesa di pubblicazione, Opera compilata da Piero Pazzi, 3 volúmenes, Biblioteca Orafa Sant'Antonio Abate, Venecia 2001.
- Piero Pasini (ed.) : Diario veneto politico di Emmanuele Antonio Cicogna, Venecia 2008 (se refiere a los años 1848 a 1849). ISBN 978-88-88143-93-4.